# リチャード・マーシャル (第3代ペンブルック伯)
第3代ペンブルック伯リチャード・マーシャル（Richard Marshal, 3rd Earl of Pembroke, 1191年ごろ - 1234年4月15日）は、初代ペンブルック伯ウィリアム・マーシャルの息子で第2代ペンブルック伯ウィリアムの弟。1231年4月6日に兄ウィリアムの死によりペンブルック伯位と軍務伯（アール・マーシャル）位を継承した。

## 生い立ち
リチャードは初代ペンブルック伯ウィリアム・マーシャルとその妻イザベルの息子である。父ウィリアムの伝記によると、リチャードは1190年生まれの兄ウィリアムの次に生まれた「次男」とされている。他のマーシャル家の息子らと同じく、リチャードも高い水準の教育を受けた。父がジョン王と争っていた1207年か1208年、リチャードは父の人質として王の元に向かった。後に解放されたものの、1212年に再び王の元に向かった。その後すぐにジョン王自身から騎士に叙せられ、王の侍従として騎士の地位にとどまり、1214年にジョン王のポワトゥーへの遠征に同行したが、遠征中に重病に罹った。1216年の第一次バロン戦争の終結後、リチャードはフランスに渡ったらしく、1219年に父の死の知らせがフランス王フィリップ2世の宮廷に届いたとき、リチャードはフランス王の宮廷にいた。父の遺言書に記されていたとおり、両親はリチャードが母イザベルのノルマンディーの領地を相続することをすでに決めていたため、リチャードがフランス宮廷にいたことは間違いない。

## フランス宮廷において
1220年3月に母が亡くなった後、リチャードはロングヴィル城とオーベック城を中心とした広大なノルマンディーの領地を相続した。しかし、両親は最終的な処分において、マーシャル家がイングランド王とフランス王の両方に臣下の礼を取る立場にあることについて解決する機会を持たなかった。リチャードはバッキンガムシャーのロング・クレンドンのイングランドの領主権も継承していた。1220年6月、リチャードと兄ウィリアムはムランでフィリップ2世と会見し、国王は取り決めを受け入れ、リチャードより臣下の礼を受けた。1222年頃、リチャードは2度未亡人となったジェルヴェーズ・ド・ディナンと結婚し、フランスとのつながりが強まった。ジェルヴェーズは父アンドレ・ド・ヴィトレの東ブルターニュの領主権を継承していた。リチャードはこの結婚を利用して、ハンプシャーのリングウッドとノーサンプトンシャーのバートン・ラティマーの荘園に対するジェルヴェーズの権利を確保した。1230年、ブルターニュでの遠征中、リチャードの兄ウィリアムは、何らかの理由で友人のイングランド王ヘンリー3世より、もしウィリアムが遠征から生還できなかったとしても、フランス王ルイ9世の臣下であるにもかかわらず、リチャードがイングランドにおけるマーシャル家の領地の継承に抵抗しないという約束を取り付けた。しかし結局、ウィリアムは1231年にブルターニュから戻った後に病気になり、4月6日に子供を残さずに死去し、伯位はリチャードに引き継がれた。

## ペンブルック伯
イングランド王ヘンリー3世はリチャードの兄ウィリアムとの約束を守り、1231年7月25日にリチャードがイングランドに到着すると、喜んで彼を宮廷に迎え入れた。リチャードにとって不運であったのは、兄の死によって、追放されていたジョン王の寵臣でウィンチェスター司教のピーター・デ・ロッシュがイングランドに戻り、司法長官のヒューバート・ド・バラの失脚が企てられたことであった。1233年に権力を掌握した司教の最初の犠牲者の1人は、兄ウィリアムの元支持者の1人、ギルバート・バセットであった。デ・ロッシュの支持者の1人、ピーター・ド・モーレーは、その間にバセットに渡っていた荘園の返還を要求した。ヘンリー3世はバセットに対抗してデ・ロッシュを支持した。バセットが抵抗すると、ヘンリー3世はバセットを裏切り者と罵倒し、その決定に対する抗議デモが失敗した後、バセットはウェールズ辺境領南部に逃亡した。そこでリチャードはバセットに隠れ家を与え、バセットの主張を支援する必要があると感じた。リチャードはあまりにも疑い深かったため、1233年8月中旬にグロスターにおいてヘンリー3世と会って和平交渉を行うことはできなかった。ヘンリー3世は、リチャードの従兄弟の一人であるセント・デイヴィッズ司教を派遣し、領主と臣下の関係を断つと脅して圧力を強めた。政治的な緊張が高まるにつれ、リチャードは9月に王室執行官から駐屯軍に対するウスク城の明け渡しの要求に直面し、駐屯軍はそれに従った。しばらくの間、リチャードが反乱を起こす手前で躊躇していたため、交渉が試みられた。しかし、9月下旬、バセットとその同盟者リチャード・シワードが、リチャードの同意を得てイングランド全土に派手な騎兵襲撃を仕掛け、一時はロンドンを脅かしたため、後戻りはできなくなった。

## 反乱

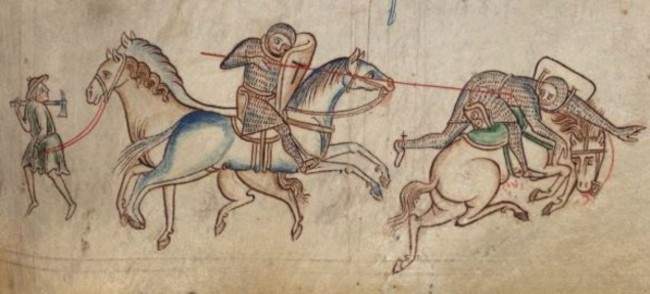
1233年のモンマスの戦いの前の小競り合いで、ギーヌ伯ボードゥアン3世を落馬させるリチャード・マーシャル（マシュー・パリス画）。

リチャードは反乱を起こすことに躊躇していたかもしれないが、一旦決断を下すと、勝つためにあらゆることを実行した。リチャードは、マーシャル家の長年の敵であったグウィネズの君主サウェリン・アプ・ヨルウェルスと同盟を結ぶという戦略的な決断を下した。ウェールズの支援を得て、1233年10月中旬、リチャードの軍は南ウェールズを席巻し、ウスク、アバーガヴェニー、ニューポート、カーディフの城を次々に包囲し、占領した。しかし、全てがうまくいったわけではない。年代記作者ロジャー・オブ・ウェンドーヴァーの著書『Flores Historiarum（歴史の花）』によると、リチャードと騎士たちは包囲する前に町を偵察するためにモンマスに来た。しかし、リチャードらが城壁に向かってくるのをギーヌ伯ボードゥアン3世が目撃した。ボードゥアン3世はフランドルの貴族で、フランドル人とポワトゥー人の混成軍を率いてヘンリー3世から町の防衛を託されていた。地元の領主であるジョン・オブ・モンマスは戦闘には参加していなかった。ボードゥアン3世はリチャードの従者はわずかであると勘違いし、軍を率いて追撃したが、リチャードは形勢を逆転させた。この小競り合いでリチャードはボードゥアン3世の部隊に対して勇敢な防衛を見せたと言われているが、リチャードの軍はボードゥアン3世の軍を撃退したものの、城は抵抗を続けた。しかし、これらの成功にもかかわらず、リチャードは他の貴族らからはより広範な支持を得ることができず、辺境領からイングランドの奥深くまで大胆な騎馬襲撃を行った以外は、ヘンリー3世とその家臣らに戦いを挑むための資源も同盟者ももたなかった。

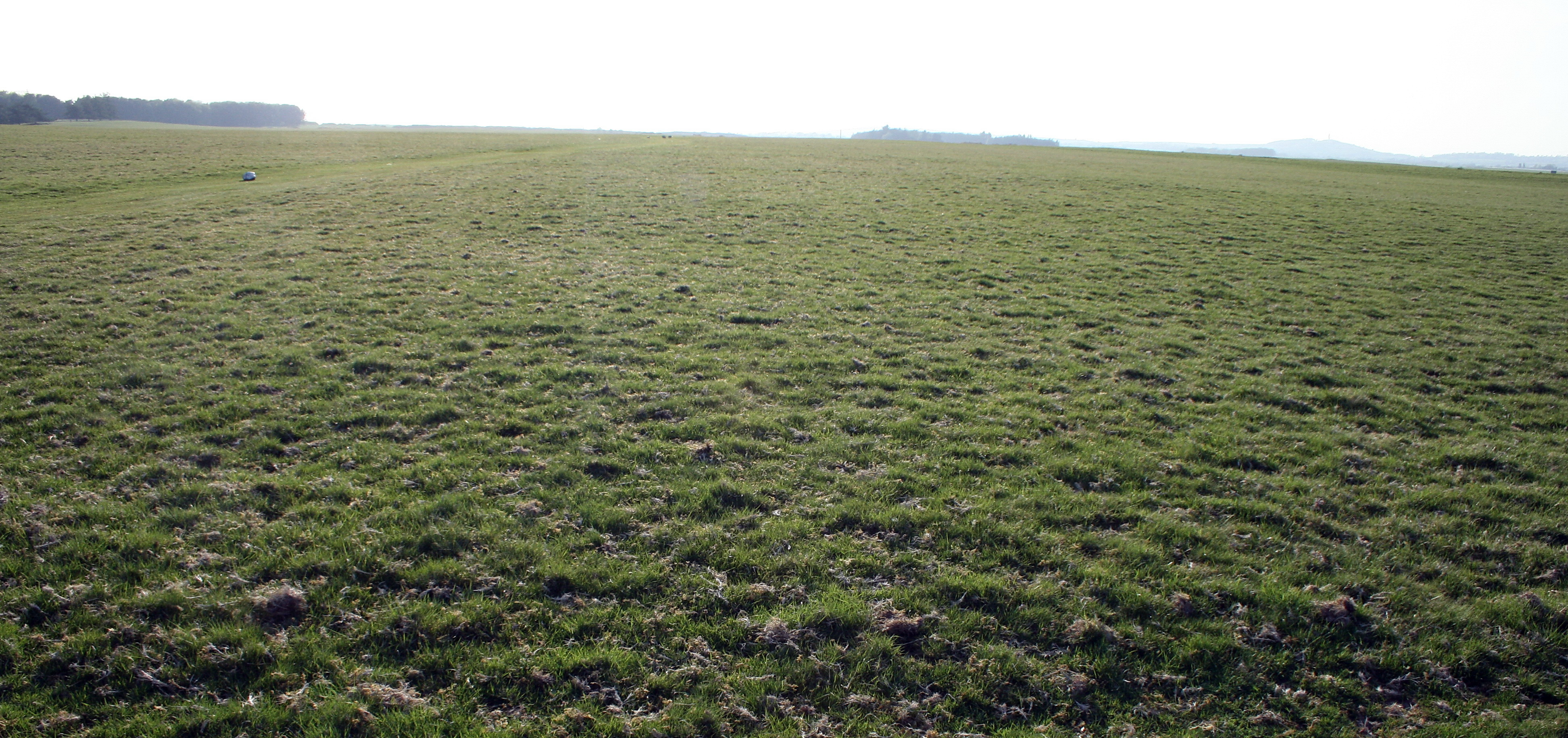
キルデア郊外のカーラの戦場

おそらくイングランドでの戦争の膠着状態により、リチャードが1234年2月2日にアイルランドに向けて出航する決心をしたのは、リチャードの領するレンスター地方が忠実で献身的であることを知ったためであると見られる。ここでリチャードは、国王の司法官モリス・フィッツジェラルドとその同盟者の地方領主ウォルター・ド・レイシーおよびリチャード・ド・バラと、リチャードの一派との間で、1233年夏以来、有能な弟ギルバートが休戦を成立させていたことを知った。これはリチャードを苛立たせたようであるが、3月中旬頃、リチャードはヘンリー3世を強く支持するリチャード・ド・バラを攻撃する機会を捉え、トモンド地方のアイルランド人と同盟を組んでリチャード・ド・バラへの襲撃を計画し、バラの城を次々といくつか占領して敵を驚かせた。リチャード・ド・バラとウォルター・ド・レイシーは、ミーズから素早く攻撃してキルデアのマーシャル城を包囲し、報復を行った。1234年4月1日、リチャードと騎兵の小隊がカーラの包囲線に到達した。テンプル騎士団による交渉は失敗し、その後の乱闘でリチャードは部下から切り離され、包囲され落馬した。リチャードは捕らえられた際に致命傷を負った。2週間生き延びたが、1234年4月15日に司法長官とその同盟者がレンスターを制圧している間に、負傷により死亡した。リチャードはキルケニーのフランシスコ会修道院に埋葬された。当時修道士であった弟ギルバートが跡を継ぎ、マーシャル家の領地を守り、一族と兄を殺害した者との間の不可避の報復を行った後の事態に対処しなければならなかった。
リチャードの死により、マーシャル家と大陸の領土との長いつながりは終わりを迎えた。弟ギルバートは領土を継承しなかったためである。その後、1238年か1239年に亡くなったリチャードの未亡人ジェルヴェーズについては、ほとんど何もわかっていない。ジェルヴェーズにはリチャードとの間に子供がいなかったが、前の2人の夫との間には数人の子女がいた。